# Hister carinifrons
Hister carinifrons är en skalbaggsart som beskrevs av Schaeffer 1912. Hister carinifrons ingår i släktet Hister och familjen stumpbaggar. Inga underarter finns listade i Catalogue of Life.